# Strehaia
Strehaia là một thị xã thuộc hạt Mehedinți, România. Dân số thời điểm năm 2002 là 11741 người.